# Saint-Christophe-sur-le-Nais

Saint-Christophe-sur-le-Nais este o comună în departamentul Indre-et-Loire, Franța. În 1 ianuarie 2022 avea o populație de 1.077 de locuitori.